# 하드 록 호텔 마카오

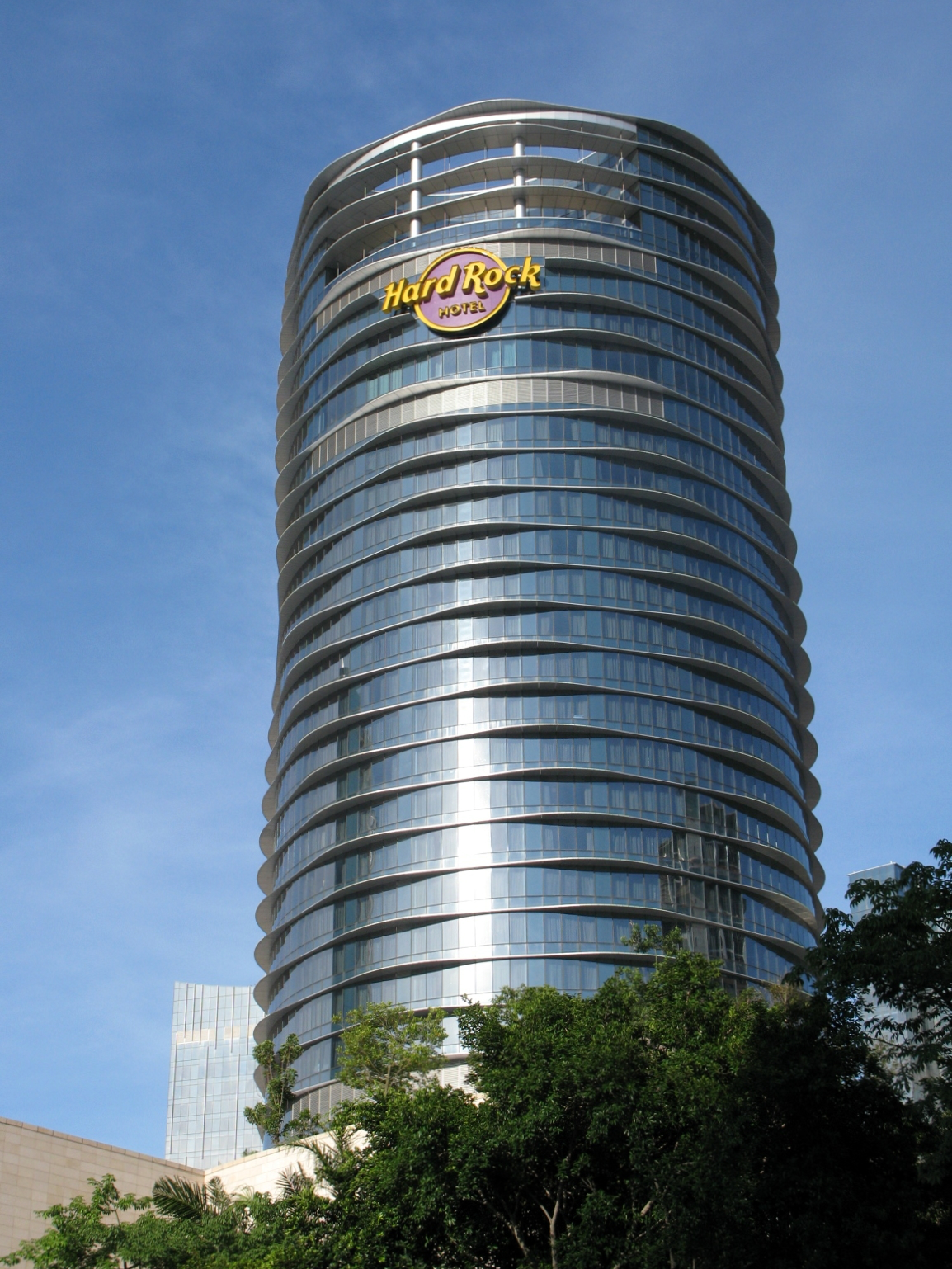
하드 록 호텔 마카오

하드 록 호텔 마카오(澳門Hard Rock酒店, Hotel Hard Rock Macau)는 마카오 시티 오브 드림에 있는 호텔, 카지노이다. 2009년 6월 1일 문을 열었다. 총 객실 수는 380개이고, 게임 테이블은 550개가 있다.